# Куна, Ладислав
Ладислав Куна (словац. Ladislav Kuna; 3 апреля 1947, Глоговец, Трнавский край — 1 февраля 2012, Братислава) — чехословацкий футболист, игравший на позиции полузащитника. После завершения игровой карьеры — футбольный тренер.
Выступал, в частности, за клуб «Спартак» (Трнава), с которым стал пятикратным чемпионом Чехословакии, а также национальную сборную Чехословакии, в составе которой был участником чемпионата мира 1970 года.
Футболист года в Чехословакии (1969).

## Клубная карьера
Во взрослом футболе дебютировал в 1964 году выступлениями за команду «Спартак» (Трнава), в которой провёл шестнадцать сезонов, приняв участие в 424 матчах чемпионата. Большую часть времени, проведённого в составе трнавского «Спартака», был основным игроком команды, которая на тот момент проходила свою «золотую эру», во время которой клуб с Ладиславом выиграл пять чемпионских титулов (1968, 1969, 1971, 1972, 1973) и трижды получал Кубок Чехословакии (1967, 1971, 1975).
Кроме того, Куна сыграл в составе клуба в 20 матчах в Кубке европейских чемпионов и забил 5 голов, доходя с командой до полуфинала турнира (1969) и дважды до стадии четвертьфинала турнира (1973, 1974). Также Куна провёл за клуб 6 матчей (забив 1 гол) в Кубке обладателей кубков и 5 игр (1 гол) в Кубке УЕФА и стал обладателем Кубка Митропы в 1967 году.
В Чехословацкой Первой (высшей) лиге Куна сыграл 424 матча и забил 86 голов, став рекордсменом национального чемпионата по количеству сыгранных матчей за всю его историю, впрочем позже его показатель улучшил Пршемысл Бичевский (434 матча).

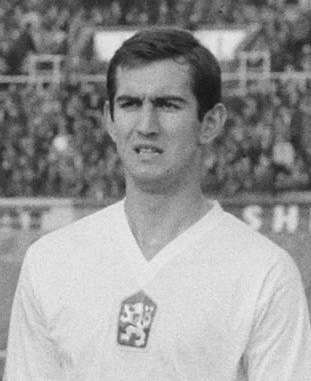
Ладислав Куна в составе сборной Чехословакии. 1966 год.

В 1980 году Ладислав перешёл в австрийский клуб «Адмира-Ваккер», за который отыграл 3 сезона. Играя в составе «Адмиры-Ваккер» также в большинстве своём выходил на поле в основном составе команды.
Закончил свою профессиональную карьеру в 1983 году. После чего играл за любительские команды низших лиг Австрии.

## Выступления за сборную
18 мая 1966 года дебютировал в официальных матчах в составе национальной сборной Чехословакии в товарищеской игре против сборной СССР (1:2), выйдя на замену.
В составе сборной являлся участником чемпионата мира 1970 года в Мексике, где сыграл во всех трёх матчах на турнире, однако его команда не преодолела групповой этап. Также участвовал в Кубке независимости Бразилии, на котором сыграл две игры.
Всего в течение карьеры в национальной команде, длившейся 9 лет, провёл в её форме 47 матчей, забив 9 голов.

## Карьера тренера
В сезоне 1984/85 годов Куна был помощником тренера Антона Малатинского в австрийском клубе «Санкт-Пельтен». После возвращения в Чехословакию в 1985 году также работал помощником тренера в «Спартаке» (Трнава), а с 1988 по 1990 год был там главным тренером.
В начале 1990-х Куна вернулся в Австрию и тренировал клубы «Мёдлинг» в сезоне 1991/92 годов и «Винер-Нойштадт» в следующем сезоне 1992/93 годов.
В 1995—1996 годах Ладислав был главным тренером словацкого клуба «Тренчин», а затем работал с клубом «Пьештяни», а с 1999 по 2001 год тренировал клуб «ДАК 1904».
В дальнейшем возглавлял клубы «Железиарне» и «Фомат Мартин».
Умер 1 февраля 2012 на 65-м году жизни в Братиславе.

## Титулы и достижения
«Спартак» (Трново)
- Чемпион Чехословакии (5): 1967/68, 1968/69, 1970/71, 1971/72, 1972/73
- Обладатель Кубка Чехословакии (2): «Спартак» (Трново): 1966/67, 1970/71, 1974/75
- Обладатель Кубка Митропы: 1966/67